# فهرست دانشگاه‌های کنتیکت
این فهرست شامل اسامی دانشگاه‌های واقع در ایالت کنتیکت ایالات متحده آمریکا است.
- دانشگاه کنتیکت
- دانشگاه ییل
- دانشگاه هارتفورد
- دانشگاه کوینیپیاک
- دانشگاه ایالتی کنتیکت شرقی